# Satellite (album)
Pour les articles homonymes, voir Satellite.
Albums de POD
The Fundamental Elements of Southtown
(1999) Payable on Death
(2003)
Satellite est le quatrième album studio, et le second sous un label majeur, sorti par le groupe californien de nu metal, POD. L'album, sorti le 11 septembre 2001, a débuté au top #6 du classement Billboard Top 200 avec plus de 133 000 copies vendues. Il s'est ensuite vendu à plus de 3 millions d'exemplaires aux États-Unis, devenant ainsi l'album le plus vendu du groupe.
Satellite a donné quatre singles, possédant chacun un clip, que sont "Alive", "Youth of the Nation", "Boom",et "Satellite". Bien qu'il ne soit pas sorti comme single, le titre "Portrait" a été nommé aux Grammy Awards de 2003 dans la catégorie Best Metal Performance.

## Liste des pistes
1. Set It Off (4:16)
2. Alive (3:23)
3. Boom (3:08)
4. Youth of the Nation (4:19) (ft. D.J. Harper, Jonnie Hall, Colin Sasaki, Nils Montan, Laurie Schillinger, Meagan Moore, Ayana Williams, Healey Moore)
5. Celestial (1:24)
6. Satellite (3:30)
7. Ridiculous (4:17) (ft. Eek-A-Mouse)
8. The Messenjah (4:19)
9. Guitarras de Amor (1:14)
10. Anything Right (4:17) (ft. Christian Lindskog, Suzy Katayama, Joel Derouin, Larry Corbett)
11. Ghetto (3:37)
12. Masterpiece Conspiracy (3:12)
13. Without Jah, Nothin' (3:42) (ft. H.R.)
14. Thinking About Forever (3:46)
15. Portrait (4:32)

### Pistes bonus
- Whatever It Takes (présent sur la B.O. du film Any Given Sunday, ce titre figure aussi en bonus sur certaines versions distribués en Europe)
- Rock The Party (RTP remix) (ce titre est inclus en bonus sur certaines versions distribués en Europe)

### Pistes bonus sur l'édition limitée de l'album
Une édition spéciale de Satellite est sortie un an après la première sortie de l'album. Cette version contient un DVD, ainsi que trois pistes bonus:
- Alive (semi-acoustic remix)
- Youth of The Nation (Conjure One remix)
- Boom (The Crystal Method remix)

## Classements

### Album
| Année | Classement                 | Position |
| ----- | -------------------------- | -------- |
| 2001  | The Billboard 200          | 6        |
| 2001  | Top Contemporary Christian | 1        |
| 2001  | Top Internet Albums        | 6        |
| 2003  | Top Christian Albums       | 1        |

### Singles
| Année | Single                | Classement             | Position |
| ----- | --------------------- | ---------------------- | -------- |
| 2001  | "Alive"               | Mainstream Rock Tracks | 4        |
| 2001  | "Alive"               | Modern Rock Tracks     | 2        |
| 2001  | "Alive"               | The Billboard Hot 100  | 41       |
| 2001  | "Youth Of The Nation" | Mainstream Rock Tracks | 6        |
| 2001  | "Youth Of The Nation" | Modern Rock Tracks     | 1        |
| 2002  | "Boom"                | Mainstream Rock Tracks | 21       |
| 2002  | "Boom"                | Modern Rock Tracks     | 13       |
| 2002  | "Satellite"           | Mainstream Rock Tracks | 15       |
| 2002  | "Satellite"           | Modern Rock Tracks     | 21       |
| 2002  | "Youth Of The Nation" | The Billboard Hot 100  | 28       |
| 2002  | "Youth Of The Nation" | Top 40 Mainstream      | 18       |
| 2002  | "Youth Of The Nation" | Top 40 Tracks          | 36       |